# La Chapelle-Souëf

La Chapelle-Souëf este o comună în departamentul Orne, Franța. În 1 ianuarie 2022 avea o populație de 245 de locuitori.